# Matthias Droste
Matthias Droste (* 24. Oktober 1792 in Ramsbeck; † 17. November 1864 in Grafschaft) war ein deutscher Priester.

## Leben
Matthias Droste wurde am 24. Oktober 1792 in Ramsbeck geboren.
Am 4. August 1818 wurde Droste vom letzten Fürstabt Ferdinand von Lüninck in Corvey zum Priester geweiht. 10. August 1818 bis 1825 war er Vikar in Siedlinghausen.
Vom 10. März 1825 bis zu seinem Tode, war Droste Pfarrer in Grafschaft. Er war der erste Weltpriester dieser Pfarrgemeinde.
Ab Juni 1842 war Pfarrer Droste gleichzeitig zuerst Dechantsverweser, später Landdechant, des Dekanates Wormbach. Nach fast 40-jährigem Wirken als Priester verstarb er am 17. November 1864 zu Grafschaft.
1804 wurde Kloster Grafschaft aufgehoben. Die 600 Seelen zählende Pfarrgemeinde Grafschaft konnte aus finanziellen Gründen die Abteikirche nicht übernehmen. 1828 erwarb der Freiherr Max von Fürstenberg (westfälisches Adelsgeschlecht)  zu Borbeck das Klostergut samt Kirche und Gebäuden. Seit Aufhebung des Klosters war nicht mehr in die Erhaltung der Abteikirche investiert worden. Die Verhandlungen über die weitere Verwendung der Abteikirche begannen von neuem. Pfarrer Droste war sich seiner historischen Verantwortung bewusst. Er versuchte die Abteikirche zu erhalten. Er schrieb: „Meiner Ansicht nach müssen in dieser Hinsicht Unterredungen stattfinden, damit die Nachwelt aus den Verhandlungen sehen kann, daß unsererseits alles mögliche aufgeboten ist, um diese Kirche zu erhalten.“ Die Verhandlungen konnten zu keinem Erfolg geführt werden. 1832 ließ der Freiherr von Fürstenberg die Kirche abbrechen. Das Mescheder Kreisblatt, Nr. 47, vom 19. November 1864 spricht den in jenem Jahre verstorbenen  Pfarrer Droste von der Schuld am Niedergang der Kirche frei: „Von der Erhaltung des herrlichen Tempels … wäre es Zeit gewesen, bei der Aufhebung der Abtei zu reden, was man leider vergessen hat. Als Droste kam, war … der Engel von Bethesda entschwunden.“
Pfarrer Droste ist im Volk Objekt der Sage geworden. Er war wegen der unheimlichen Gabe des Zweiten Gesichts im Sauerlande bekannt. Nach dem Zeugnisse seines Neffen, des 1902 in Arnsberg gestorbenen praktischen Arztes K. Droste, schaute er oft den Tod seiner Pfarrkinder voraus und in Worten der Klage offenbarte er wohl der Umgebung seine hilflose Beängstigung durch die schreckliche Gabe.

## Werke
- Matthias Droste:  Chronik der Pfarrei Grafschaft (ungedruckt)